# تاكايا كاواإنابا
تاكايا كاواإنابا (باليابانية: 川辺 隆弥) (مواليد 22 ديسمبر 1988)، هو لاعب كرة قدم سابق كان يلعب كلاعب وسط.

## وصلات خارجية
- تاكايا كاواإنابا على موقع رابطة كرة القدم اليابانية للمحترفين (اليابانية)
- تاكايا كاواإنابا على موقع قاعدة بيانات كرة القدم.إي يو (الإنجليزية)
- تاكايا كاواإنابا على موقع Soccerway.com (الإنجليزية)
- تاكايا كاواإنابا على موقع عالم كرة القدم.نت (الإنجليزية)